# توني كروز
توني كروز (بالإنجليزية: Tony Cruz)‏ (و. 1986  م) هو لاعب كرة قاعدة، من الولايات المتحدة، ولد في بالم بيتش، يلعب كملتقط.

## روابط خارجية
- توني كروز على موقع دوري كرة القاعدة الرئيسي (الإنجليزية)
- توني كروز على موقعبيزبول رفرنس.كوم (الدوري الرئيسي) (الإنجليزية)
- توني كروز على موقعبيزبول رفرنس.كوم (الدوري الثانوي) (الإنجليزية)
- توني كروز على موقع إي إس بي إن.كوم (أم.أل.بي) (الإنجليزية)
- توني كروز على موقع مشجعي الرسوم البيانية (الإنجليزية)